# Пинкове звезде (4. сезона)
Четврта сезона музичког такмичења Пинкове звезде, такође позната као Пинкове звезде: All Talents, премијерно је емитована 25. марта 2019. године на Пинк ТВ. Водитељка је Ана Михајловски, а жири Дамир Хандановић, Душица Јаковљевић, Срђан Тодоровић, Кија Коцкар и Слоба Радановић. Мађионичарски дуо Пикси и Зека су 30. јуна 2019. године освојили прво место.
Четврта сезона је увела многе промене у односу на претходне сезоне. Концепт четврте сезоне сличи на такмичење Ја имам таленат!, јер фокус није само на певачким талентима него свим. Жири је уместо на хидрауличким столицама на обичним.